# Mariana Jiménez
Mariana Coromoto Jiménez Martínez (La Guaira, 1er décembre de 1993) est un mannequin et reine de beauté vénézuélienne, gagnante du titre de Miss Venezuela 2014 et représentante de ce pays au  Miss Univers 2015 où elle a pris position dans le groupe de dix finalistes,. Elle a également été la représentante du Venezuela au Miss Grand International 2013 où elle a été demi finaliste,.

## Vie personnelle
Mariana Jiménez est fille de Maria Elena Jiménez,  mère célibataire qui éleva sa fille toute seule. Mariana est arrivé à déclarer publiquement qu'elle ne connaissait pas son père, mais qu'elle le lui remerciait la vie, puisqu'il représente le 50 % de sa charge génétique. Elle a deux frères. Jiménez est né d'un grossesse à haut risque,  (au Venezuela, ndlt) ceci du l'âge de sa mère, qui aurait 35 ans au moment de sa conception. Mariana, malgré être née à La Guaira, a grandi et fait ses études au Caracas, spécifiquement dans le quartier Magallanes de Catia.  
Avant de participer au Miss le Venezuela, Mariana Jiménez étais au huitième semestre (sur dix) de Communication Sociale (Journalisme) dans l'Université Catholique Sainte Rose situé à Caracas. 

## Trajectoire comme modèle

### Régné de la Côte du Pacifique International 2013
En septembre de 2012 avec à peine dix-huit ans, Mariana participe au concours « Señorita Sport Venezuela 2012 » qu'elle remporte, ce que le donna l'occasion de représenter son pays au concours « Reine de la Côte du Pacifique International » l’année suivante. 
Dans ce concours, réalisé en Guayaquil, l'Équateur, Mariana Jimenez a concouru avec autres quinze déléguées de divers pays, pour être enfin couronnée comme gagnante et additionnellement recevoir le prix à la meilleure figure (corps),.

### Miss Grand International 2013
Mariana a représenté son pays à la première édition du concours Miss Grand International, célébré en Thaïlande où  elle a concouru avec plus de 70 candidates de différentes nations et territoires autonomes. Dans ce concours, elle est arrivée à se positionner dans le tableau des 10 finalistes. L’évènement a été gagné  par la représentante du Porto Rico.

### Miss le Venezuela 2014
Après sa notable participation dans divers concours internationaux, Mariana Jimenez s'est décidé de participer au Miss Venezuela. Pour cette édition, où elle représentait l'État de Guárico, elle concourait avec autres 24 candidates de tout le Venezuela.
Dans le gala interactif, préalable au gala final, elle a obtenu la récompense de « Miss Jambes du Vénus ». À la finale du concours, qui a eu lieu le 9 octobre à Caracas, Mariana Jiménez a été couronnée comme « Miss Venezuela 2014 ». Additionnellement, Mariana  Jimenez a reçu le prix de « Miss Photogénique » lors de ce gala.
Pendant son règne comme Miss Venezuela, Mariana Jimenez a parcouru son pays pour des évènements publicitaires. Elle a aussi réalisé plusieurs voyages dans divers pays tels le Brésil, les États-Unis, le Panama ou le Chili, préparant Miss Univers 2015.

### Miss Univers 2015
Comme gagnante du Miss Venezuela 2014, Mariana a représenté le Venezuela au  Miss Univers 2015, où elle a  concouru avec autres 79 candidates.  Dans ce concours, elle a pris position dans le groupe de dix demi finalistes.